# Mikaela Nylander
Mikaela Birgitta Nylander, född 27 mars 1970 i Borgå, är en finlandssvensk politiker och ex-riksdagsledamot.
Nylander var nyländsk riksdagsledamot 2003–2019 och gruppordförande för Svenska folkpartiets riksdagsgrupp 2011–2015 Nylander är även Borgå fullmäktiges ordförande. Nylander var medlem bland annat i riksdagens kulturutskott. Hon var också ordförande för riksdagens nätverk för teckenspråken
Nylander är medlem i Rundradions förvaltningsråd, ordförande för Nylands fiskarförbund, ordförande för Svenska delegationen vid yrkeshögskolan Haaga-Helia, ordförande för Svenska hörselförbundet och medlem i nationella delegationen för frontveteranfrågor. Hon har varit medlem i Utbildningsstyrelsens direktion, medlem i Nationalgalleriets delegation och ordförande för Sydkustens landskapsförbund. Sommaren 2020 blir hon ordförande för Svenska kulturfonden.
Nylander har studerat juridik och ekonomi samt arbetat som lärare och fungerat som Astrid Thors specialmedarbetare under dennas tid som europaparlamentariker.